# O pogorâre în Maelström
„O pogorâre în Maelström” (în engleză A Descent into the Maelström) este o povestire a scriitorului american Edgar Allan Poe, care a fost publicată inițial în 1841. În povestire, un om povestește cum a supraviețuit unui naufragiu și unui vârtej. Ea a fost grupată împreună cu povestirile de raționament ale lui Poe și etichetate, de asemenea, ca o formă timpurie de science fiction.

## Rezumat
Inspirată de Moskstraumen și formulată ca o povestire în povestire, povestirea este narată în vârful unui munte escaladat din insulele Lofoten (Norvegia). Povestea este spusă de un bătrân care afirmă că el doar pare bătrân - „Mă credeți foarte bătrân”, spune el, „dar nu sunt chiar așa. A fost de ajuns o singură zi - chiar mai puțin - ca părul ăsta, din negru ca tăciunele, să albească de tot, să-mi slăbească mădularele și să mi se zdruncine așa de tare nervii, încât tremur la cea mai mică sforțare și mă tem și de umbra mea”. Naratorului, convins de puterea vârtejului pe care-l vede în largul mării, i se spune apoi de o expediție de pescuit a „bătrânului” cu cei doi frați ai săi care a avut loc cu trei ani în urmă.
Condusă de „cea mai groaznică furtună pe care ne-a trimis-o cerul”, nava lor de pescuit a fost prinsă într-un vortex. Un frate a fost tras în valuri; celălalt a înnebunit de groază la vederea spectacolului și s-a înecat atunci când nava a fost înghițită de vârtej. La început, povestitorul a văzut doar teroare hidoasă în acel spectacol. Însă într-un moment de revelație, el a văzut că Maelströmul este o creație frumoasă și minunată. Observând modul în care obiectele din jurul lui erau absorbite în vârtej, el a dedus că „cu cât un lucru este mai mare, cu atât cobora mai repede” și că obiectele de formă sferică erau trase în jos mai rapid. Spre deosebire de fratele său, el a abandonat nava și s-a legat de un butoi cilindric, până când marea s-a calmat și a fost salvat din valuri câteva ore mai târziu. Bătrânul îi spune povestea naratorului, fără nici o speranță că naratorul o va crede.

## Istoricul publicării

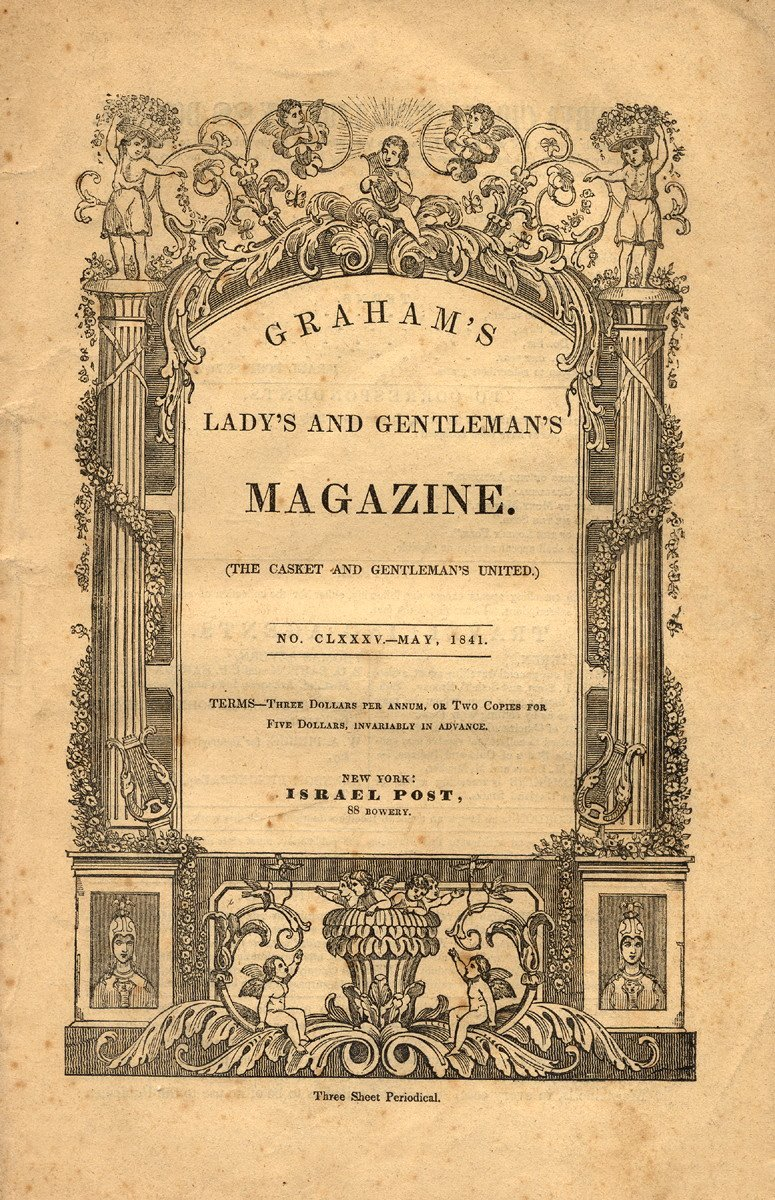
„O pogorâre în Maelström”, apărută pentru prima dată în Graham's Magazine, mai 1841.

Povestirea a apărut pentru prima dată în ediția din mai 1841 a revistei Graham's Magazine, publicată în aprilie. Poe s-a grăbit să finalizeze povestea la timp și a recunoscut mai târziu că finalul a fost imperfect. La scurt timp după ce povestirea „Crimele din Rue Morgue” a fost tradusă în franceză fără știrea lui Poe, cititorii francezi au început să caute și alte lucrări ale scriitorului american, iar „O pogorâre în Maelström” a fost printre primele traduse. Ca și celelalte povestiri de aventuri marine Aventurile lui Arthur Gordon Pym și The Journal of Julius Rodman, cititorii au crezut că „O pogorâre în Maelström” era adevărată și un pasaj a fost retipărit în ediția a IX-a a Enciclopediei Britannica – în mod ironic, ea s-a inspirat dintr-un pasaj pe care Poe l-a luat dintr-o ediție anterioară a aceleiași enciclopedii. În iunie 1845, „O pogorâre în Maelström” a fost inclusă pentru prima dată în volumul Tales a lui Poe, publicat de Wiley & Putnam, și care cuprindea alte 11 povestiri.
Prima traducere în limba română a fost publicată anonim sub titlul „În Maelström” în ziarul Țara, anul II, 1904, nr. 346, 347 și 348. Povestirea a fost tradusă apoi de Ion Vinea și publicată sub titlul „O pogorîre în Maelström” (alternativ „O pogorîre în Maelstrom”) în vol. Cărăbușul de aur și alte povestiri, editat în 1957 de ESPLA, apoi, cu unele mici modificări, în Colecția „Povestiri științifico-fantastice” (nr. 33/1957, pp. 20-32, și nr. 250/1965, pp. 17-24),:p. 264 periodic de literatură pentru tineret editat de revista Știință și Tehnică, și în vol. Scrieri alese (vol. I), editat în 1963 de Editura pentru Literatură Universală din București; traducerea a fost reeditată ulterior și de alte edituri. Alte traduceri au fost realizate de Liviu Cotrău (publicată sub titlul „O coborâre în Maelström” în volumul Masca Morții Roșii: schițe, nuvele, povestiri (1831-1842), editat în 2012 de Editura Polirom din Iași) și de Gabriel Mălăescu (publicată sub titlul „O coborâre în Maelström” în volumul Prăbușirea casei Usher, editat în 2013 de Editura MondoRo din București).

## Analiză
Începutul povestirii se aseamănă cu The Rime of the Ancient Mariner (1798) al lui Samuel Taylor Coleridge: în ambele, un bătrân își spune entuziasmat povestea naufragiului și a supraviețuirii lui. Povestirea este una de senzație, subliniind gândurile și sentimentele naratorului, în special frica sa terorizantă de a fi ucis în vârtej. Naratorul își folosește abilitățile sale de raționament pentru a supraviețui și povestirea este considerată una dintre primele exemple de science fiction ale lui Poe.

### Teme majore
- Raționament (vezi și „Misterul lui Marie Rogêt”, „Scrisoarea furată”, C. Auguste Dupin)
- Povestire marină (vezi și Aventurile lui Arthur Gordon Pym, „Manuscris găsit într-o sticlă”, „Lada dreptunghiulară”)
- Povestire în povestire (vezi și „Portretul oval”)

### Aluzii
Povestirea îl menționează pe Jonas Danilssønn Ramus, un norvegian care a scris despre faimosul vârtej maelström de la Saltstraumen. Epigraful de la început este citat din eseul „Against Confidence in Philosophy and Matters of Speculation” (1676)al lui Joseph Glanvill, deși Poe a modificat textul în mod semnificativ.

## Răspuns critic
La scurt timp după publicarea sa, numărul din 28 aprilie al Daily Chronicle a inclus notița: „The «Descent into the Maelstroom»  de Edgar A. Poe, Esq., este nedemn de tocul unuia ale cărui talente îi permit o gamă mai largă și mai amplă”. Mordecai M. Noah în Evening Star a scris, totuși, că povestea „pare să fie egală ca interes cu puternicul articol al tocului său din ultimul număr, «Crimele din Rue Morgue»”.

## Adaptări
Pianistul Lennie Tristano a înregistrat „O pogorâre în Maelström” în 1953, inspirată din această povestire. Era o piesă improvizată pentru un solo de pian care folosea multitracking-ul și nu avea o structură armonică preconcepută, fiind bazată în schimb pe dezvoltarea de motive.
În 1986, compozitorul american Philip Glass a scris muzică inspirată de „O pogorâre în Maelström”. Ea a fost contractată de Teatrul de Dans Australian.
Arthur C. Clarke a scris povestirea „Maelstrom II” inspirată din povestirea lui Poe. Ea a fost publicată inițial în revista Playboy și poate fi găsită, de asemenea, în antologiaThe Wind from the Sun a lui Clarke.

## Referiri în lucrări literare
În 1970, scriitorul cehoslovac Ludvík Vaculík a făcut multe referiri la „O pogorâre în Maelström”, precum și la „Pisica neagră” în romanul său The Guinea Pigs. În Player Piano a lui Kurt Vonnegut, Paul Proteus se gândește să „coboare în Maelstrom”, cedând în fața voinței soției sale.